# Bear Creek (Alaska)
Bear Creek és una concentració de població designada pel cens dels Estats Units a l'estat d'Alaska. Segons el cens del 2000 tenia 1.748 habitants.

## Demografia
Segons el cens del 2000, Bear Creek tenia 1.748 habitants, 686 habitatges, i 432 famílies La densitat de població era de 16,1 habitants/km².
Dels 686 habitatges en un 36,3% hi vivien nens de menys de 18 anys, en un 50,6% hi vivien parelles casades, en un 8,2% dones solteres, i en un 37% no eren unitats familiars. En el 26,1% dels habitatges hi vivien persones soles el 3,1% de les quals corresponia a persones de 65 anys o més que vivien soles. El nombre mitjà de persones vivint en cada habitatge era de 2,55 i el nombre mitjà de persones que vivien en cada família era de 3,11.
Per edats la població es repartia de la següent manera: un 28,4% tenia menys de 18 anys, un 6,2% entre 18 i 24, un 33,7% entre 25 i 44, un 26,4% de 45 a 60 i un 5,3% 65 anys o més.
L'edat mediana era de 37 anys. Per cada 100 dones hi havia 119 homes. Per cada 100 dones de 18 o més anys hi havia 122,6 homes.
La renda mediana per habitatge era de 53.800 $ i la renda mediana per família de 57.167 $. Els homes tenien una renda mediana de 37.339 $ mentre que les dones 24.938 $. La renda per capita de la població era de 20.947 $. Aproximadament el 2% de les famílies i el 5% de la població estaven per davall del llindar de pobresa.

## Poblacions més properes
El següent diagrama mostra les poblacions més properes.